# Авінурме (волость)
Авінурме (ест. Avinurme vald) — волость в Естонії, у складі повіту Іда-Вірумаа. Волосна адміністрація розташована в селищі Авінурме.

## Розташування
Площа волості — 193,6 км², чисельність населення становить 1443 особи.
Адміністративний центр волості — сільське селище (ест. alevik) Авінурме. Крім того, на території волості знаходяться ще 16 сіл: Адраку, Алекере, Ваді, Каевуссаре, Кійсса, Кирве, Кирвеметса, Киверіку, Лаеканну, Лепіксааре, Маетсма, Пааденурме, Сялліксааре, Таммессааре, Улві, Янніксааре.